# Spore
Pour l’article ayant un titre homophone, voir Sport.
Pour les articles homonymes, voir Spore (homonymie).

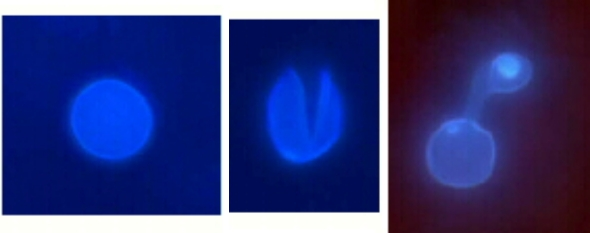
Germination d'une conidie de Hyaloperonospora parasitica à la surface d'une feuille dArabidopsis thaliana

En biologie, une spore, du grec ancien σπορά / sporá, « ensemencement, semence » est une cellule ou plus rarement une formation pluricellulaire reproductive (elle donne un nouvel individu par reproduction asexuée ou sexuée). Elle constitue une des étapes du cycle de vie de nombreuses bactéries, plantes, algues, champignons, voire de certains protozoaires.
La spore (mitospore ou méiospore) donne naissance par mitoses à un nouvel individu (appelé gamétophyte chez les plantes) sans fécondation, ce qui les distingue des gamètes. Lors de la reproduction sexuée, la méiospore (organisme n, c'est-à-dire à un jeu de n chromosomes), issue par méiose d'une cellule-mère 2n (à 2 jeux de n chromosomes), donne par mitoses un organisme n. Lors de la reproduction asexuée, la mitospore n ou 2n, issue par mitose d'une cellule-mère n ou 2n, donne par mitoses respectivement un organisme n ou 2n.
Certaines spores, notamment celles de bactéries ou de champignons, présentent des caractéristiques remarquables de résistance : elles peuvent survivre pendant plusieurs milliers d'années, même dans des conditions défavorables, et permettre ainsi la dispersion de l'espèce, parfois à une grande distance de son point d'origine, ou longtemps après la disparition du « parent ».
En raison de leur diamètre aérodynamique (paramètre dépendant de leur taille comprise entre 0,5 à 30 μm, de leur forme et de leur masse volumique), les spores fongiques dispersées dans l'air forment la source la plus importante du bioaérosol qui peut avoir des effets sur la santé respiratoire. Elles peuvent atteindre une concentration maximale de 10 000 spores·m-3 lorsque les conditions d'humidité et de teneur en oxygène sont optimales.

## Différents types de spores
Le terme de spore est générique, il désigne aussi bien des organes de reproduction sexuée que de reproduction asexuée.
La spore peut être asexuée ou sexuée. Dans le cas sexué, elle possède, par convention de langage, le même sexe (mâle, femelle ou bisexué) que le gamétophyte qu'elle a produit.
On peut classer les spores selon différents critères :

### Selon la structure qui leur donne naissance

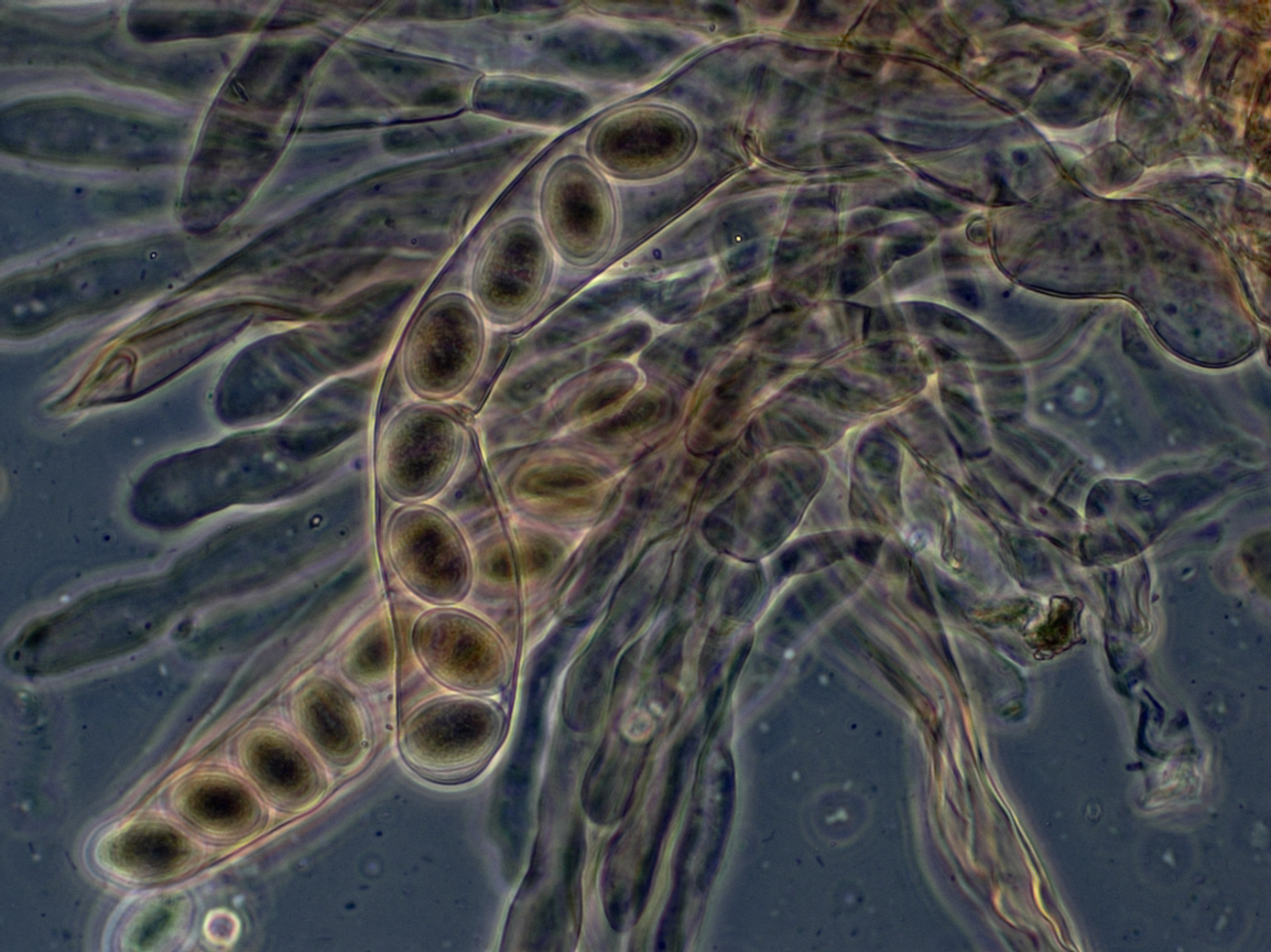
Asques de Morchella elata, contenant les ascospores

Chez les plantes les microspores, et dans certains cas les mégaspores, se forment à partir des quatre produits de la méiose.

Au contraire, chez de nombreuses plantes à graines et les fougères hétérosporiques, un seul des quatre produits de la méiose devient une mégaspore (ou macrospore), et les trois autres dégénèrent.

Chez les champignons et certains organismes apparentés, les spores sont classées en fonction de la structure dans laquelle se produisent la méiose et la production des spores. Comme le classement des champignons est en grande partie basé sur ces structures, ces types de spores sont souvent caractéristiques d'un taxon.
- Ascospores : spores produites par une asque, caractéristique des ascomycètes
- Basidiospores : spores produites par une baside, caractéristique des basidiomycètes
- Carpospores (en) : spores produites par une carposporophyte, caractéristique des algues rouges
- Écidiospores : spores produites par une écidie chez certains champignons tels que les rouilles ou les charbons
- Endospores : spores formées au sein du cytoplasme de certaines espèces de bactéries lorsque les conditions environnementales sont défavorables ; l’endospore permet à la bactérie de survivre dans un état de vie ralentie (elle représente donc une forme de résistance aussi bien qu'une forme de dissémination). On emploie aussi ce terme pour les spores des zygomycètes.
- Oospores : spores produites par une oogone, caractéristique des oomycètes
- Sporangiospores : spores produites par une sporange chez de nombreux champignons, dont les zygomycètes
- Téleutospores (ou téliospores, ou probasides) : spores produites par une télie chez certains champignons tels que les rouilles ou les charbons
- Tétraspores (en) : spores produites par une tétrasporophyte, caractéristique des algues rouges
- Urédospores : spores produites par une urédie chez certains champignons tels que les rouilles ou les charbons
- Zygospores : spores produites par une zygosporange, caractéristique des zygomycètes

### Selon leur fonction
- Chlamydospores : spores à paroi épaisse, capables de survivre à des conditions défavorables
- Spores de champignons parasites, que l'on peut subdiviser en :
  - spores internes, qui germent à l'intérieur de l'hôte,
  - spores externes (ou spores environnementales), libérées par l'hôte et destinées à infecter d'autres hôtes[3].

### Selon leur origine dans le cycle reproductif
- Conidies (ou conidiospores, ou mitospores) : spores produites par mitose, caractéristiques des ascomycètes. Ces spores végétatives (dites directes) sont du même degré de ploïdie que les organismes qui les produisent par mitose. Les champignons dans lesquels on ne trouve que des conidies sont dits mitosporiques ou anamorphes ; ils étaient autrefois classés sous le taxon Deuteromycota.
- Méiospores : spores produites par méiose et donc haploïdes, qui donnent naissance à une cellule-fille haploïde ou à un organisme haploïde. Exemples : cellules précurseures[4] des gamétophytes des plantes à graines (que l'on trouve dans les fleurs des angiospermes) ou les cônes des gymnospermes, ainsi que les zoospores produites dans les sporophytes des algues telles que les ulves.
  - Microspores (ou androspores) : méiospores donnant naissance à un gamétophyte mâle (pollen chez les plantes à graines)
  - Macrospores (ou mégaspores) : méiospores donnant naissance à un gamétophyte femelle (chez les plantes à graines, les gamétophytes se forment à l'intérieur de l'ovule)

### Selon leur mobilité
On peut distinguer les spores selon qu'elles sont ou non capables de se déplacer par elles-mêmes.
- Aplanospores : spores immobiles mais qui sont capables de développer un flagelle
- Autospores (en) : spores immobiles, incapables de développer un flagelle
- Ballistospores (en) : spores qui sont éjectées du carpophore. La plupart des basidiospores sont aussi des ballistospores ; un autre exemple, remarquable, est celui des spores de Pilobolus.
- Statismospores : spores qui sont déchargées du carpophore mais qui n'en sont pas éjectées (exemple : vesses-de-loup)
- Zoospores : spores mobiles, qui se déplacent à l'aide d'un ou plusieurs flagelles ; on en trouve chez certaines algues et certains champignons.

## Spore bactérienne
Lorsque les conditions redeviennent favorables, la spore, qui est la forme de résistance de la bactérie, peut redonner une forme végétative : c'est la germination. On a par exemple retrouvé des spores bactériennes dans la momie de Ramsès II (il s'agissait en l'occurrence d'endospores, leur localisation étant intracellulaire), qui ont pu redonner des formes végétatives.
La thermorésistance de la spore est en partie due à sa déshydratation (forme végétative = 80 % d'eau, et spore = entre 10 et 20 % d'eau).
Seuls trois genres bactériens sont concernés par l'existence de cette spore : le genre Bacillus (bactéries aérobies à bacilles Gram +), le genre Clostridium (bactéries anaérobies à bacilles Gram +), et le genre Sporosarcina.
En juin 2009, Ghosh J et collaborateurs décrivent chez Mycobacterium marinum « des spores qui, cultivées dans un milieu frais, germent sous forme végétative puis réapparaissent de nouveau en phase stationnaire via la formation de spores ». Le résumé n'indique rien concernant la résistance de ces spores. Les auteurs suggèrent que cette sporulation pourrait être générale pour les Mycobacteriaceae.
La spore bactérienne n'est pas considérée comme une forme de reproduction, car une seule spore est produite par cellule.

### Mise en évidence
La spore est réfringente aux colorations simples (les colorants ne pénètrent pas dans la spore). Il faut utiliser des colorations spéciales, (coloration de Wirtz ou coloration au vert de malachite) qui forcent l'entrée du colorant par la chaleur (chauffage : de l'ordre de 80 à 90 °C).

### Sporulation bactérienne
La sporulation dure de sept à dix heures :
1. Formation de la pré-spore :
  - dédoublement du chromosome bactérien et arrangement du matériel nucléaire en forme de bâtonnet axial,
  - formation d'un septum transversal asymétrique à partir de la membrane plasmique (la plus grande partie est appelée sporange).
2. Maturation :
  - formation du cortex à partir du feuillet interne,
  - apparition des tuniques,
  - la spore termine sa maturation ; on obtient alors une spore mûre et incluse.
3. Libération de la spore : 
  - la spore se libère par lyse de la cellule mère.

## Spore végétale

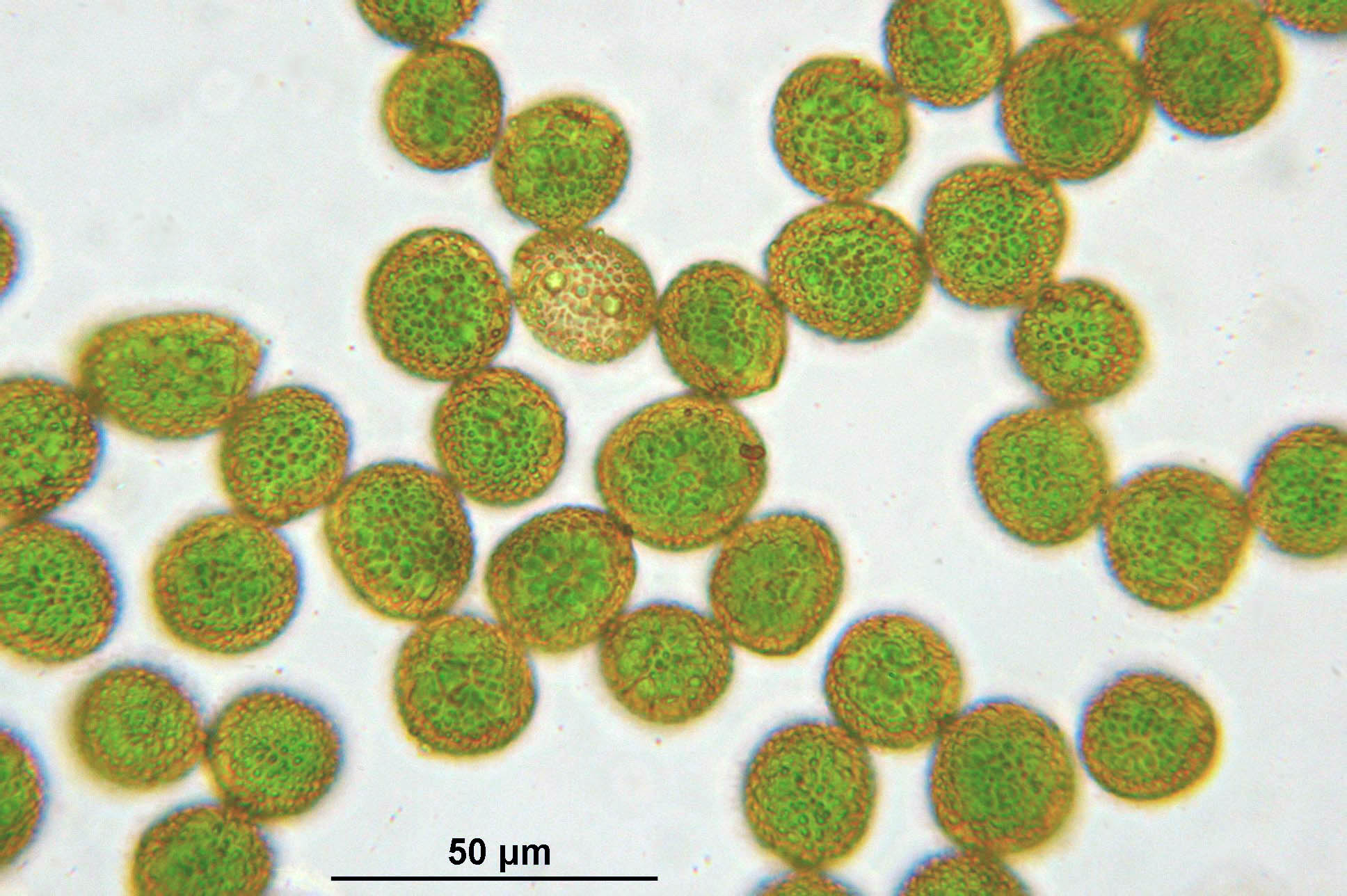
Spores de la mousse Orthotrichum striatum.

Dans les cycles de vie des végétaux (algues et Embryophytes), on appelle sporophyte la génération qui produit les spores  (selon les cas : spores asexuées ou microspores et macrospores). Ce  sporophyte est diploïde : il possède une quantité 2n de chromosomes.
Le gamétophyte est la génération issue du développement des spores et qui produit les gamètes (le gamétophyte est haploïde : il possède un nombre n de chromosomes). Une fécondation des gamètes est alors nécessaire pour produire le zygote, qui, à son tour, engendrera la croissance d'un sporophyte. L'importance que prennent ces générations varie selon les végétaux. Chez le Fucus par exemple, il n'y a pas de production de spores.

## Spore fongique

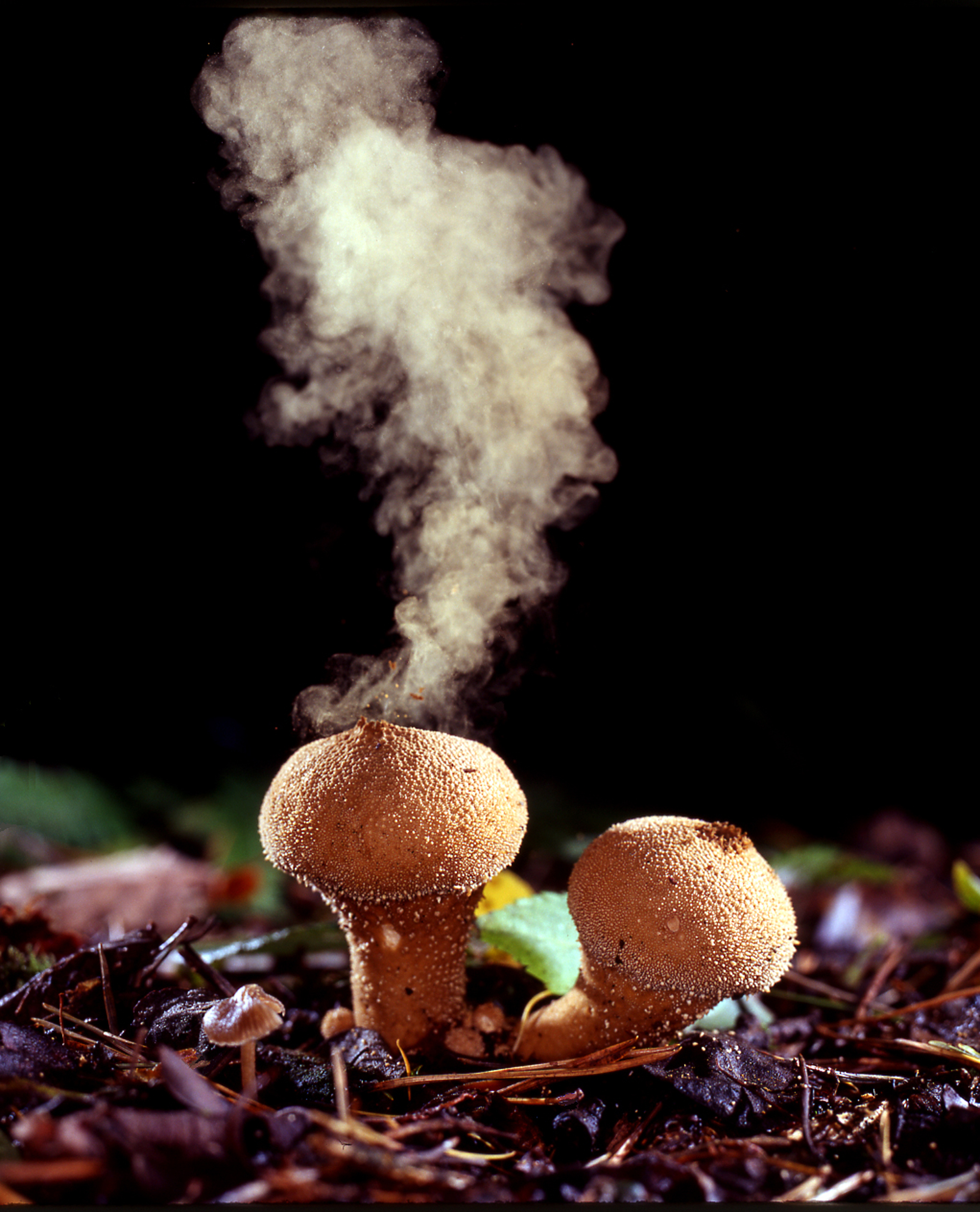
Vesse-de-loup éjectant ses spores

Les champignons et les pseudochampignons produisent de nombreuses spores, sexuées ou végétatives (asexuées) qui sont impliquées dans la dispersion et la survie de l'espèce. Quand les conditions sont favorables (température, humidité atmosphérique pour beaucoup d'espèces) se produit la germination de spores fongiques.

### Mécanismes de dispersion des spores
La dispersion des spores de champignons est généralement décrite comme un processus en deux phases : l'éjection active des spores hors de la surface des lamelles, des tubes ou autres par des mécanismes catapultant liés à la tension superficielle, suivie d'une phase dans laquelle les spores sont expulsées et transportées par les vents présents sous ou autour du chapeau du champignon.
Chez de nombreuses espèces de Basidiomycètes (vesses-de-loup, Lactaires, Russules, bolets du genre Suillus), les basidiospores secrètent des composés hydrophiles tels que le mannitol qui contribuent à la formation d'une couche d'eau autour d'elles. C'est la première phase. L'humidité favorise le développement d'une goutte de Buller dont la croissance aboutit à la coalescence avec la couche d'eau, ce qui provoque une libération d’énergie de tension de surface qui éjecte la spore dans une direction alignée avec la face plate des spores. Lorsqu'elles sont emportées dans les airs pour former un bioaérosol, l'eau s'évapore, ce qui induit un mouvement ascensionnel à une vitesse moyenne de 6,5 km/h. Ces particules aéroportées, en formant des noyaux de condensation et de cristallisation, sont impliquées dans la formation des gouttes d'eau de pluie et des cristaux de glace,.
Durant la deuxième phase, certaines spores sont expulsées violemment de l'organe qui les contient, alors que d'autres tombent sous le seul effet de la gravité (la grande majorité à quelques dizaines de centimètres autour du sporophore) avant qu'une partie soit emportée par des courants d'air (qui les font parfois traverser les continents et les océans), d'eau ou par des animaux, comme les insectes. Cependant, cette phase a longtemps été considérée comme passive, ce qui ne semble pas être le cas. Chez certains Agaricomycètes à l'hyménium à lamelles, comme le Shiitake et le Pleurote en huître, c'est la perte rapide d'eau par évaporation depuis le chapeau qui permet le refroidissement de l'air ambiant l'entourant, créant ainsi des flux d'air convectifs capables de transporter les spores à des vitesses de plusieurs centimètres par seconde. Ces flux convectifs peuvent transporter des spores à partir de lamelles situées à une hauteur d'un centimètre et de les soulever à 10 cm ou plus dans l'air pour qu'elles soient ensuite reprises par des vents plus puissants. Cela révèle comment les champignons tolèrent et même profitent de leurs poussées en groupe (car les obstacles ainsi créés deviennent des tremplins) et explique leurs besoins élevés en eau (à cause de l'utilisation de l'eau comme convecteur thermique).

### Production
Un champignon produit un nombre très important de spores pour accomplir son cycle de vie. Par exemple, une vesse-de-loup géante peut produire 5 000 milliards de spores (5,1 × 1012 basidiospores pour un corps de 38 × 37 × 22 cm).
Les basidiomycètes sont plus productifs que les ascomycètes. Un gros spécimen de rosé des prés (Agaricus campestris) peut émettre 30 000 spores par seconde, soit près de trois milliards par jour,. Sa durée de vie est toutefois courte, seulement de quelques jours. Le champignon de Paris, Agaricus bisporus, peut produire près de 16 millions de spores par jour , et Bulgaria inquinans : 80 millions par jour[réf. souhaitée].
En moyenne, au cours d'une année, 50 millions de tonnes de spores fongiques sont dispersées dans l'atmosphère, chaque mètre cube d'air contenant en moyenne 1 000 à 20 000 spores,,.
Les spores fongiques peuvent être en très grandes concentrations dans l'air extérieur (100 spores de Cladosporium par litre) au point d'être à l'origine d'allergie respiratoire quand elles sont inhalées. C'est le cas des spores de la moisissure Cladosporum herbarum qui a la concentration de 8 000 spores/m3/jour est allergisante.
Malgré ces quantités gigantesques, la probabilité qu'une spore donne un nouveau champignon est très faible. En effet, il faut que les conditions favorables soient réunies pour obtenir la germination d'une spore en un filament de mycélium primaire, puis la fécondation entre deux mycéliums pour obtenir un nouveau champignon.
En revanche, les Ascomycètes présentent fréquemment une très forte reproduction végétative par production de conidies. Ils sont d'ailleurs souvent plus connus par leur forme asexuée (par exemple, les Penicillium) que par leur forme sexuée.

### Survie
Certaines spores fongiques peuvent rester sous forme dormante de nombreuses années, en particulier dans des conditions de grande sécheresse ou de grand froid.